# Daimuz
Daimuz (en valenciano y oficialmente Daimús) es un municipio de la Comunidad Valenciana, España. Pertenece a la provincia de Valencia, en la comarca de la Safor. Cuenta con una población de 3419 habitantes (INE 2024). Además de una barriada muy antigua de pescadores llamada los pedregales situada muy cerca de la playa, antiguamente fueron los primeros habitantes en la playa, más tarde se edificó en la playa.

## Geografía

Daimuz en la comarca de la Safor

El municipio está situado en el sur de la provincia de Valencia, junto a la costa. La superficie del término presenta una suave geomorfología. Cruza el territorio la acequia de Daimús y la del Azagador sirve de límite por el sur con el término de Guardamar de la Safor. En sus 3.10 km² se observan dos zonas claramente diferenciadas: las tierras bajas que conforman la zona de costa y la antigua marjal, y la zona donde se emplaza el pueblo. El núcleo urbano se encuentra emplazado sobre una pequeña elevación que respecto a la parte Este, se encuentra derruida, separadas por el denominado como marge gros, que no es más que una relicta dorsal prelitoral. Partidas importantes dentro del municipio son al norte Las Marinas, El Mojón y los Ríos, en su parte central Los Marjales, los Barrancos y los Pedregales siéndolo en el sur los Rincones o las Marinas.
Se ha de tener en cuenta la proximidad por su margen derecha al río Serpis, que vierte sus aguas al mar a la altura de los Marenys de Rafalcaïd. Las inundaciones, dentro del municipio, están fuertemente ligadas a este colector. Durante episodios denominados de "gota fría", precipitaciones de elevada intensidad horaria acontecen acompañadas del efecto "tapón" que el temporal de levante generado en estos episodios produce sobre el mar y en consecuencia sobre el río Serpis. Todo se ve coadyuvado porque buena parte del municipio ocupa una antigua zona de marjal deprimida que se ve cerrada por un cordón litoral relicto y un paseo marítimo con un efecto similar, lo que favorece los mecanismos de anegamiento en superficie.
Localidades limítrofes
|               | Norte: Gandía              |                        |
| Oeste: Gandía |                            | Este: Mar Mediterráneo |
|               | Sur: Guardamar de la Safor |                        |

### Clima
El clima del municipio al igual que para el conjunto de la Safor es Termomediterráneo Subhúmedo. Precipitaciones medias anuales comprendidas entre 500–800 mm, y temperaturas medias anuales superiores a 19 °C. Amplitud térmica: 15-16.º.

## Geología
De acuerdo con el Mapa Geocientífico de la provincia de Valencia, Daimús en su conjunto queda enmarcado dentro del extenso "Cordón Litoral" que alberga de norte a sur gran parte de las planas aluviales que profusamente se han destinado al aprovechamiento agrícola de regadío. Puede decirse, que ocupa la Llanura Costera, franja de territorio que se presenta en inmediato contacto con el mar Mediterráneo. Se trata de un espacio conformado litológicamente por materiales de acúmulo fundamentalmente de procedencia aluvial, y que conforman una extensa llanura aluvial. Destacan materiales cuaternarios como limos y arenas marinas; gravas, cantos, limos y arcillas fluvio-coluviales así materiales miocénicos: arcillas y limos. Se trata de una zona dominada por materiales cuaternarios, de escaso interés a nivel paleontológico.
La morfología del conjunto domina por su escaso valor clinométrico, con pendientes comprendidas entre el 0 y 5 por 100, su declive se da desde el oeste al este. La hidrología del municipio queda fuertemente condicionada por los aprovechamientos agrícolas pretéritos donde la traza de las entidades naturales ha sido desfigurada en pro de importantes acequias que nutren una profusa red de riego artificial donde acequias (séquies) como la Acequia Madre (Sequía Mare) o el cauce natural, "Riuet" o "Azagador" ("Assagador") partitérmino con el municipio de Guardamar de la Safor copan el protagonismo.

## Medio ambiente
Buena parte del sistema dunar adscrito al municipio, y que comprende la parte de litoral entre el puerto de Gandía y Guardamar de la Safor, se encuentra en la actualidad fragmentado por la existencia de construcciones en la playa de Daimús y en Marenys de Rafalcaid. Forma parte del gran complejo de restinga-albufera del golfo de Valencia, localizándose entre los marjales de Jaraco-Jeresa y de Pego-Oliva. La mayor parte de los aportes sedimentarios a este sistema proceden del río Serpis, que desemboca en el grao de Gandía.
El fragmento del sistema dunar comprendido entre Guardamar de La Safor y Playa de Daimús, se encuentra incluido en el LIC Dunas de la Safor de la Red Natura 2000. Se trata del tramo de dunas mejor conservado, si bien se desarrollan actuaciones distintas al pertenecer a dos términos municipales diferentes. En Guardamar de la Safor la vegetación dunar está dominada por una comunidad de grama marina Elymus farctus y Echinophora spinosa. Sobre esta vegetación hay multitud de cañas, procedentes de los restos de las actuaciones emprendidas para fijar las dunas. Hacia el interior es frecuente que las dunas entren en contacto con los espacios ajardinados de las urbanizaciones circundantes, lo que aumenta el riesgo de entrada de especies vegetales exóticas al sistema. En Daimús, la duna presenta un vallado perimetral. Además de la comunidad vegetal formada por la grama marina, es posible observar también la comunidad del barrón Ammophila arundinacea propia de las dunas de tipo
secundario. Hacia el interior, el sistema dunar limita con el paseo marítimo que hay en la zona. El resto del cordón dunar está colonizado también por la grama marina, siendo muy abundantes especies como el loto Lotus creticus y el lirio de mar Pancratium maritimum. Así mismo, la entrada de especies alóctonas, fundamentalmente la hierba de cuchillo Carpobrotus sp., es patente, llegando a ser la especie dominante en las zonas más alteradas. El diagnóstico con respecto al estado de conservación de este sistema dunar presenta claras diferencias en función del área en que nos situemos.
La zona sur se encuentra bien conservada, principalmente en el tramo situado al sur del municipio de Daimús. La zona norte, en cambio, está muy degradada. La flora propia de la duna es prácticamente inexistente, siendo substituida casi en su totalidad por la hierba de cuchillo.

## Historia
Daimuz, cuyo topónimo es de procedencia árabe, era uno de los territorios que dependía del castillo de Bairén. En la época romana se fueron estableciendo en las zonas ligeramente elevadas, que sobresalían de los llanos y marjales que formaban el paisaje, una serie de villas rústicas cuyos restos, casi totalmente destruidos por las plantaciones de vides primero y de cítricos después, van surgiendo en cuanto se profundiza algo en el suelo.
El poblamiento romano debió iniciarse en el siglo I de nuestra era, como parece indicar el hallazgo de un denario de plata de la familia Acilia, del año 54 a. C., junto con un as de bronce de Domiciano del año 82 de la era, y perduró, sin duda, hasta tiempos musulmanes, enlazado ya con los tiempos históricos.
Se conservan algunos restos de la época romana como el yacimiento del Huerto del Conde y el sepulcro de Baebia Quieta, verdaderos tesoros y reliquias del municipio. En el caso del sepulcro, se trataba de un terreno citrícola en cuya superficie se encontraron restos romanos. Algunas hipótesis apuntan que era la ciudad de Artemision. En el año 1506 aparecieron bajo una piedra cabezas de mármol, una de hombre y otra de mujer, además de dos lápidas romanas, una de ellas en una torre antigua y la otra en un sepulcro con forma de torre.
Sólo a partir del cambio de era, perteneció a Gandía de la que se desmembró en 1535. Tuvo el señorío Vicente Ferrer y más tarde el Conde de Almenara. La expulsión de los moriscos dejó el pueblo deshabitado, por lo que hubo de otorgarse nueva carta puebla en 1612.

## Demografía
Daimuz cuenta con una población de 3419 habitantes (INE 2024).
| Gráfica de evolución demográfica de Daimuz entre 1842 y 2021                                                        |
| |
| Población de derecho según los censos de población del INE Población de hecho según los censos de población del INE |

La gran mayoría de la población reside en el núcleo urbano de Daimuz, compuesto por los siguientes barrios: Casco Antiguo, Camino al Mar, Playa, Los Pedregales, La Mingola, Las Casetas y Las Marinas. Cabe resaltar que durante el período estival su población aumenta considerablemente, llegando en el mes de agosto a albergar aproximadamente 20 000 habitantes.

## Urbanismo
El municipio se componía de cinco asentamiento bien diferenciados que actualmente tienden a homogeneizarse. El casco antiguo de Daimús, la propia playa de Daimús llamada (los pedregales) más cercana a la línea de costa y la barriada, "los Pedregales" barriada muy antigua donde fueron los primeros habitantes de la playa, formado por agricultores y pescadores, también estaba situado el antiguo cuartel de la guardia civil. Por último el núcleo urbano de Daimús ubicado a cota más elevada y más al interior. También se ubica en su extremo noroeste una pequeña agrupación de casas familiares denominada "La Mingola" conformando una diminuta pedanía que data de principios del siglo XX. Otra pequeña agrupación de casas se conforma por Les Casetes de L'Era ubicado al sureste del término municipal. En la actualidad el municipio de Daimús presenta un desarrollo residencial muy importante que ha llegado a colmatar gran parte de su superficie municipal con edificación, destacando los adosados, pareados y vivienda de destino unifamiliar en la parte inmediatamente posterior a la línea edificada de costa y ha ampliado su edificación en bloque en los dominios en su zona de playa.

## Economía
Las tierras son de regadío, cultivándose principalmente el naranjo y las hortalizas. Existen industrias de manipulado de la naranja y de servicios.Cabe destacar que según los datos aportados por la Consejería de Agricultura, Pesca y Alimentación de la Generalidad Valenciana en 2002 el municipio contaba con un total de 152 ha destinadas al cultivo de cítricos (62 ha de naranjo dulce y 90 ha de mandarino) viéndose esta superficie notablemente reducida, como se aprecia en los datos del año 2007, con un total de 106 ha (60 ha de naranjo dulce, 45 de ha mandarino y 1 de ha limonero).
Uno de los puntos fuertes de la economía es el turismo, el cual llega a cuadruplicar el número de habitantes durante los meses de verano. Daimuz participa en el Plan de Playas Accesibles de la Comunidad Valenciana, y su playa es apta para minusválidos. Desde el año 2007 la playa de Daimuz es premiada con el distintivo de la Bandera Azul, y la Marca "Q" de Calidad Turística otorgada por el Instituto para la Calidad Turística Española.

## Comunicaciones
Desde Valencia, se accede a esta localidad por carretera a través de la N-332 para enlazar con la N-337 y finalizar en la CV-670.
La estación de Renfe en Gandía se encuentra situada a 4 kilómetros. La estación de Renfe de la playa de Gandía está a aproximadamente 2 kilómetros. 
Además, hay cuatro autobuses de ida y vuelta diarios que comunican Daimuz con Gandía, Oliva, La Font, etc. Estos autobuses son de las líneas 2 y 3, respectivamente. Así mismo, también existe una línea, la línea 7, la cual comunica la playa de Daimuz con Gandía, siendo este servicio también reducido

## Administración y política
| Periodo   | Nombre                         | Partido       |
| --------- | ------------------------------ | ------------- |
| 1979-1983 | Carlos Chova Nadal             | Independiente |
| 1983-1987 | José Català Fuster             | Independiente |
| 1987-1991 | Juan-Bautista Seguí Ferrer     | PSPV-PSOE     |
| 1991-1995 | Melchor Mañó Sabater           | PP            |
| 1995-1999 | Melchor Mañó Sabater           | PP            |
| 1999-2003 | Melchor Mañó Sabater           | PP            |
| 2003-2007 | Melchor Mañó Sabater           | PP            |
| 2007-2011 | Melchor Mañó Sabater           | PP            |
| 2011-2015 | Francisco Javier Planes Planes | PP            |
| 2015-2019 | Francisco Javier Planes Planes | PP            |
| 2019-2023 | Francisco Javier Planes Planes | PP            |
| 2023-act. | Robert Miñana Giménez          | Compromís     |

## Patrimonio

### Patrimonio arquitectónico
- Iglesia de San Pedro Apóstol: Data del siglo XIX aunque está construida sobre un templo anterior del siglo XV. Restaurada en el año 2010.
- Casa Grande: Casa señorial de finales del siglo XIX.
- Antiguo lavadero: Situado en la actual calle Assagador, era el lugar donde antiguamente las mujeres lavaban la ropa sucia y del que actualmente aún se conservan vestigios de su presencia. Destaca por ser el principio de una serie de acequias debido al nacimiento de agua del subsuelo.

### Patrimonio natural
- Playa de Daimuz: Se trata de una playa de arena y con disponibilidad de servicios y equipamientos.[4] La playa de Daimuz se configura por un conjunto de playa y cordón dunar de dimensiones variables (restinga residual de dunas móviles al norte y sur de la playa de Daimuz). Éste es precedido por una llanura litoral que es ocupada en tramos por zonas agrícolas dominadas por los cítricos al norte, áreas degradadas, edificación abierta de alta y baja densidad en su parte litoral-central y una pequeña zona de humedales al sur, coincidiendo con la desembocadura del barranco del Azagador. La zona de playa, dunas, humedal del Azagador, así como las zonas con influencia fluvial (Marjaleta del Nord de Daimús") presentan un interés a nivel ambiental elevado. Se trata de una playa de arenas finas a muy finas con transporte longitudinal poco definido, claramente regresiva, según las observaciones realizadas entre 1947 y 1981. La zona de aguas marítimas perteneciente al municipio de Daimuz, se adscribe a la calificación de praderas de fanerógamas marinas, siendo su estado actual de conservación muy pobre.

### Plazas, parques y jardines
- Plaza de Jaime I: plaza principal del pueblo, donde se encuentra la iglesia parroquial.
- Plaza del alcalde Francisco Castelló Piera: popularmente llamada plaza de la Barca, está situada en 1.ª línea de playa. Es la plaza principal de la playa, de fuerte vocación comercial.
- Paseo Marítimo: Recorre toda la fachada litoral del municipio. A lo largo de sus 2 kilómetros encontraremos lugares destacados, como la Plaza de la Barca, la Plaza del Ajedrez o el Parque de la Cruz Roja. En los últimos años se han urbanizado los sectores Norte y Sur de la playa, dando lugar a amplias avenidas y grandes zonas verdes, con equipamientos deportivos como pistas de fútbol, baloncesto y petanca.

## Cultura
- Fiestas Mayores. Dedica sus fiestas a San Pedro Apóstol el día 29 de junio. Actualmente y en estos últimos años, estas fiestas han crecido de manera exponencial, especialmente el día dedicado a los moros y cristianos. Dicho día, se realizan desfiles de moros y cristianos de gran belleza y espectacularidad. Otros días emotivos son especialmente los dedicados al patrón del pueblo.
- Por otro lado, se celebran también las fiestas dels Pedregals en honor a Santiago Apóstol el 25 de julio.
- Las fiestas de la Playa se celebran el 15 de agosto, y están dedicadas a los turistas que visitan la localidad.

## Deportes
El municipio de Daimús cuenta con un polideportivo municipal situado entre el centro histórico y la playa. En él se encuentra 1 campo de fútbol, 2 pistas de frontón, 2 pistas de tenis, 2 pistas de pádel y la piscina municipal.
Fuera del recinto polideportivo también es posible realizar deporte, ya que en la zona Norte de la playa de los pedregales hay 1 pista de fútbol sala y otra de baloncesto. Repartidas por el paseo marítimo se hallan varias pistas de Petanca.
En el periodo estival se practica con frecuencia el windsurf y el kitesurf. Cabe destacar que el Real Club Náutico de Gandía se encuentra a escasos 2 kilómetros de Daimús
Además de tener una playa para poder pescar todo el año por su maravilloso fondo de arena con alguna piedra redonda típica de los pedregales, siempre respetando el horario de verano por los bañistas o cuando estén los socorristas.